# باغستان (فين)
باغستان (بالفارسية: باغستان) هي مستوطنة تقع في إيران في قسم فين الريفي. يقدر عدد سكانها بـ 128 نسمة بحسب إحصاء 2016.